# Burra
Burra é um centro pastoral e uma cidade turística histórica no meio-norte da Austrália Meridional. Situa-se a leste do Vale Clare na cordilheira Bald Hills, parte da cordilheira do Monte Lofty do norte e em Burra Creek. A vila começou como um município mineiro único que, por volta de 1851, era um conjunto de municípios (empresas, privados e públicos) conhecidos colectivamente como “A Burra”. As minas de Burra forneceram 89% do cobre da Austrália do Sul e 5% do cobre mundial por 15 anos, e o assentamento foi creditado (junto com as minas em Kapunda) por ter salvo a economia da nova colônia em dificuldades do Sul da Austrália. A mina de cobre Burra Burra foi fundada em 1848, minerando o depósito de cobre descoberto em 1845. Mineiros e habitantes da cidade migraram para Burra principalmente da Cornualha, País de Gales, Escócia e Alemanha. A mina foi fechada pela primeira vez em 1877, brevemente reaberta no início do século XX e pela última vez de 1970 a 1981.
Quando a mina se esgotou e fechou, a população diminuiu drasticamente e os municípios, pelos próximos cem anos, apoiaram atividades pastorais e agrícolas. Hoje a cidade continua como um centro para as comunidades agrícolas vizinhas e, sendo uma das cidades mais bem preservadas da era vitoriana na Austrália, como um centro turístico histórico.
A Carta de Burra, que descreve o padrão de melhores práticas para a gestão do patrimônio cultural na Austrália, foi nomeada em homenagem a uma conferência realizada aqui em 1979 pela Austrália, ICOMOS (Conselho Internacional de Monumentos e Sítios), onde o documento foi adotado.

## Geologia e geografia
Burra está localizada dentro dos Cem de Kooringa, a poucos quilômetros da Linha de Goyder, perto dos riachos Burra, Baldina e Gum.
O corpo principal de minério de cobre formado entre duas falhas geológicas em rochas dolomíticas quebradas. O corpo de minério estava até setenta metros de largura e consistia principalmente de veios e nódulos de malaquita verde e azurita azul entre a rocha hospedeira. A malaquita e a azurita foram formadas a partir de minerais de sulfureto de cobre, por um processo conhecido como "enriquecimento secundário". Este processo levou milhões de anos para converter o minério de sulfureto de cobre de baixo teor, que provavelmente foi criado de trezentos a quatrocentos milhões de anos atrás, durante o último período de vulcanismo perto de Burra.